# Campeonato Mundial de Atletismo de 2005 - Lançamento de dardo feminino
O lançamento de dardo  feminino no Campeonato Mundial de Atletismo de 2005 foi realizada no Estádio Olímpico, em Helsinque, na Finlândia, entre os dias 12 e 14 de dezembro de 2005.

## Recordes
Antes desta competição, os recordes mundiais e do campeonato nesta prova eram os seguintes:
| Tipo                  | Atleta            | Distância | Local    | Data                |
| --------------------- | ----------------- | --------- | -------- | ------------------- |
|                       | Osleidys Menéndez | 71,54     | Retimno  | 1 de julho de 2001  |
| Recorde do campeonato | Osleidys Menéndez | 69,53     | Edmonton | 6 de agosto de 2001 |

Os seguintes recordes mundiais ou do campeonato foram estabelecidos durante esta competição:
| Data         | Evento | Atleta                  | Distância | Notas           |
| ------------ | ------ | ----------------------- | --------- | --------------- |
| 14 de agosto | Final  | Osleidys Menéndez (CUB) | 71.70     | Recorde mundial |

## Medalhistas
| Ouro                    | Prata                     | Bronze              |
| Osleidys Menéndez (CUB) | Christina Obergföll (GER) | Steffi Nerius (GER) |

## Calendário
Todos os horários estão no horário local (UTC+2)
| Data         | Horário | Fase         |
| ------------ | ------- | ------------ |
| 12 de agosto | 13:20   | Qualificação |
| 14 de agosto | 19:25   | Final        |

## Resultados

### Qualificação
Qualificação: 60.50 m (Q) ou as 12 melhores performances (q).
Grupo A
| Pos. | Geral | Atleta                 | Nacionalidade  | Tentativas | Tentativas | Tentativas | Marca | Notas |
| Pos. | Geral | Atleta                 | Nacionalidade  | 1          | 2          | 3          | Marca | Notas |
| ---- | ----- | ---------------------- | -------------- | ---------- | ---------- | ---------- | ----- | ----- |
| 1    | 2     | Osleidys Menéndez      | Cuba           | 65.77      | —          | —          | 65.77 | Q     |
| 2    | 4     | Christina Obergföll    | Alemanha       | X          | 59.60      | 61.59      | 61.59 | Q     |
| 3    | 6     | Mikaela Ingberg        | Finlândia      | 56.52      | 55.58      | 61.06      | 61.06 | Q,    |
| 4    | 8     | Goldie Sayers          | Grã-Bretanha   | 60.67      | —          | —          | 60.67 | Q     |
| 5    | 9     | Christina Scherwin     | Dinamarca      | X          | 60.11      | X          | 60.11 | q     |
| 6    | 12    | Aggeliki Tsiolakoudi   | Grécia         | 54.35      | 57.15      | 59.06      | 59.06 | q     |
| 7    | 15    | Mercedes Chilla        | Espanha        | X          | 57.82      | 58.38      | 58.38 |       |
| 8    | 18    | Olha Ivankova          | Ucrânia        | 56.56      | 55.56      | 56.53      | 56.56 |       |
| 9    | 19    | Claudia Coslovich      | Itália         | 54.29      | 55.78      | X          | 55.78 |       |
| 10   | 21    | Kim Kreiner            | Estados Unidos | 55.05      | 50.55      | 52.88      | 55.05 |       |
| 11   | 23    | Felicia Ţilea-Moldovan | Roménia        | X          | 50.66      | 54.68      | 54.68 |       |
| 12   | 24    | Noraida Bicet          | Cuba           | X          | 54.52      | X          | 54.52 |       |
| 13   | 25    | Inga Stasiulionyté     | Lituânia       | 54.38      | 51.22      | 51.53      | 54.38 |       |
| 14   | 26    | Moonika Aava           | Estónia        | 50.57      | 54.24      | 52.60      | 54.24 |       |
| 15   | 28    | Mariya Yakovenko       | Rússia         | 50.37      | 49.85      | 49.93      | 50.37 |       |

Grupo B
| Pos. | Geral | Atleta              | Nacionalidade | Tentativas | Tentativas | Tentativas | Marca | Notas |
| Pos. | Geral | Atleta              | Nacionalidade | 1          | 2          | 3          | Marca | Notas |
| ---- | ----- | ------------------- | ------------- | ---------- | ---------- | ---------- | ----- | ----- |
| 1    | 2     | Steffi Nerius       | Alemanha      | 66.52'     | —          | —          | 66.52 | Q,    |
| 2    | 3     | Sonia Bisset        | Cuba          | 64.50      | —          | —          | 64.50 | Q     |
| 3    | 5     | Laverne Eve         | Bahamas       | 54.27      | 57.68      | 61.12      | 61.12 | Q,    |
| 4    | 7     | Paula Tarvainen     | Finlândia     | 58.53      | X          | 60.83      | 60.83 | Q,    |
| 5    | 10    | Zahra Bani          | Itália        | 60.09      | X          | 55.76      | 60.09 | q     |
| 6    | 11    | Rumyana Karapetrova | Bulgária      | 57.45      | 59.22      | 58.07      | 59.22 | q     |
| 7    | 13    | Barbora Špotáková   | Chéquia       | 57.21      | 56.51      | 58.74      | 58.74 |       |
| 8    | 14    | Olivia McKoy        | Jamaica       | 58.49      | X          | 54.63      | 58.49 |       |
| 9    | 16    | Barbara Madejczyk   | Polónia       | 48.11      | 57.14      | 56.66      | 57.14 |       |
| 10   | 17    | Inga Kožarenoka     | Letônia       | 53.78      | 56.71      | 50.46      | 56.71 |       |
| 11   | 20    | Nikolett Szabó      | Hungria       | 53.01      | 52.26      | 55.17      | 55.17 |       |
| 12   | 22    | Savva Lika          | Grécia        | 48.33      | 50.24      | 55.03      | 55.03 |       |
| 13   | 27    | Xue Juan            | China         | 50.53      | 53.81      | X          | 53.81 |       |
| 14   | 29    | Serafina Akeli      | Samoa         | 43.52      | 47.37      | 46.59      | 47.37 |       |
| —    | —     | Mirela Manjani      | Grécia        | X          | X          | X          | NM    |       |

### Final
A final ocorreu dia 14 de agosto às 19:25.
| Pos.              | Atleta               | Nacionalidade | Tentativas | Tentativas | Tentativas | Tentativas | Tentativas | Tentativas | Marca | Notas                |
| Pos.              | Atleta               | Nacionalidade | 1          | 2          | 3          | 4          | 5          | 6          | Marca | Notas                |
| ----------------- | -------------------- | ------------- | ---------- | ---------- | ---------- | ---------- | ---------- | ---------- | ----- | -------------------- |
| Medalha de ouro   | Osleidys Menéndez    | Cuba          | 71.70      | X          | —          | 65.53      | 63.80      | —          | 71.70 | Recorde mundial      |
| Medalha de prata  | Christina Obergföll  | Alemanha      | 61.55      | 70.03      | —          | —          | —          | 59.67      | 70.03 | Recorde europeu      |
| Medalha de bronze | Steffi Nerius        | Alemanha      | 65.96      | X          | X          | 64.26      | 64.35      | X          | 65.96 |                      |
| 4                 | Christina Scherwin   | Dinamarca     | 59.36      | 62.32      | 60.04      | 63.43      | X          | X          | 63.43 | Recorde nacional     |
| 5                 | Zahra Bani           | Itália        | 55.28      | 60.71      | 54.06      | X          | 56.16      | 62.75      | 62.75 | Recorde pessoal      |
| 6                 | Paula Tarvainen      | Finlândia     | 62.64      | X          | X          | X          | 56.89      | X          | 62.64 | Recorde da temporada |
| 7                 | Sonia Bisset         | Cuba          | X          | 59.55      | 59.71      | 58.62      | 61.75      | 60.57      | 61.75 |                      |
| 8                 | Aggeliki Tsiolakoudi | Grécia        | 57.30      | 57.99      | 56.78      | X          | X          | 56.63      | 57.99 |                      |
|                   |                      |               |            |            |            |            |            |            |       |                      |
| 9                 | Mikaela Ingberg      | Finlândia     | 56.77      | 55.70      | 57.54      |            |            |            | 57.54 |                      |
| 10                | Laverne Eve          | Bahamas       | X          | 51.96      | 57.10      |            |            |            | 57.10 |                      |
| 11                | Rumyana Karapetrova  | Bulgária      | 57.06      | 53.54      | 55.73      |            |            |            | 57.06 |                      |
| 12                | Goldie Sayers        | Grã-Bretanha  | 54.44      | 54.16      | 52.94      |            |            |            | 54.44 |                      |

Legenda
| Recorde mundial       | Recorde mundial (World record)               |                       | Recorde africano                      | Recorde africano (African) |                                           | Q | Classificado por posição (Qualified) |
| Recorde do campeonato | Recorde do campeonato (Championship record)  | Recorde da América    | Recorde da América (Americas)         | q                          | Classificado por melhor tempo (Qualified) |   |                                      |
| Melhor marca do ano   | Melhor marca do ano (World leading)          | Recorde asiático      | Recorde asiático (Asian)              | DNS                        | Não largou (Did not start)                |   |                                      |
| Recorde nacional      | Recorde nacional (National record)           | Recorde europeu       | Recorde europeu (European)            | DNF                        | Não terminou (Did not finish)             |   |                                      |
| Recorde pessoal       | Recorde pessoal do atleta (Personal best)    | Recorde da Oceania    | Recorde da Oceania (Oceania)          | DSQ / DQ                   | Desclassificado (Disqualified)            |   |                                      |
| Recorde da temporada  | Recorde da temporada do atleta (Season best) | Recorde sul-americano | Recorde sul-americano (South America) | NM                         | Sem marca (No mark)                       |   |                                      |